# União Sport Clube Paredes
Maillots
Le União Sport Clube Paredes est un club de football Portugais qui évolue en II division B. Le club est basé à Paredes près de Porto.